# Exartikulation
In der Chirurgie wird unter Exartikulation die Amputation einer Gliedmaße im Gelenk (lateinisch articulatio) verstanden. Dabei werden sämtliche ein Gelenk umgebenden Weichteile durchtrennt; der Knochen des Amputationsstumpfes bleibt im Gegensatz zur Ablation unverletzt. Häufige Exartikulationen findet man u. a. in den Fußgelenken nach Lisfranc oder Chopart bzw. im Knie- oder Hüftgelenk (siehe: Hüftexartikulation) vor. Selten kommt es gar zur Hemipelvektomie, was die Resektion einer ganzen Beckenhälfte bedeutet.
Der Vorteil einer Exartikulation ist vor allem am Kniegelenk, dass ein endbelastungsfähiger Stumpf erhalten bleibt. Da der Stumpf länger ist als bei einer Amputation oberhalb des Gelenkes, bleibt mehr Kraft erhalten, und der längere Hebelarm erlaubt eine bessere Prothesenkontrolle. Allerdings kann die Wundheilung bei Exartikulationsstümpfen bei Patienten mit arterieller Verschlusskrankheit oder Diabetes, den Hauptursachen für Amputationen der unteren Extremität, aufgrund der fehlenden muskulären Stumpfdeckung problematisch sein.
Die Versorgung mit einer Prothese ist desto problematischer, je höher die Amputation erfolgt, und hängt vor allem von der Stumpfform und dem Weichteilmantel ab.

## Geschichte
Exartikulationen wurden bereits von Wilhelm Fabry, Ambroise Paré und anderen Chirurgen angewendet, waren aber Mitte des 18. Jahrhunderts wieder außer Gebrauch gekommen. Die von Fabry als seinerzeit gebräuchliche Exartikulation im Kniegelenk erwähnte, im 18. Jahrhundert von Jean-Louis Petit zweimal erfolgreich durchgeführte Operation wurde von Pierre Brasdor 1774 wieder eingeführt. Bereits ab 1710 wurden hingegen schon wieder Exartikulationen des Oberarms vorgenommen (so zuerst von Jean Morand, dann etwa von Henry François Le Dran, Georges de La Faye und William Bromfield (1712–1792) sowie später, nach erfolglosen Tierversuchen durch François Chaussier und Vermandois, auch von Desault und Larrey). Die Möglichkeit der Exartikulation im Fußwurzelgelenk hatte Huguet von Abbeville 1746 nachgewiesen.